# المجهولة (مسلسل)
المجهولة هو مسلسل سعودي من تأليف لمياء الزيادي العتيبي وإخراج سمير عارف والعرض الأول 10 يوليو 2013 1 رمضان 1434 هـ .

## قصة المسلسل
مسلسل سعودي يتكلم عن فتاة يتيمة. شيلاء سبت ام اسمها حنان وكانت لديها طفلة اسمها نهى ولكن سافرت مع زوجها وابنتها نهى وفي طريقهم عند سفرهم إلى الدمام حدث حادث سير وتوفيو وكانت نهى ماشية ولديها قلب اسمه نهى ورأتها مستورة ليلى السلمان وربتها حتى كبرت واصبحت للمرة الثانية شيلاء سبت وقالت لها انها هي امها كذبت عليها لكي تحبها وكانت مستورة لديها اخ متزوج ولديه ابن وابنة اشرار كلهم ويقولون لها اللقيطة وكانت تتعذب طوال المسلسل وفي يوم تكشف ان هي ليست امها بسبب شذى سبت في دور شخصية (هيا) تقول لها ذلك وحزنت وكانت تحب رجل معهم بالصحراء ولكن الحب سينتهي باْزمة كبيرة وكانت تشبه اْمها ألى حد كبير ولكن بالحلقات الاْخيرة ستعرف أهلها وتذهب أليهم ولكن كانوا قاسين عليهم ما عدا جدها وخالها عبد المحسن النمر وابنة خالها غادة الزدجالي وكانت زهرة الخرجي ودانا ال سالم لم يحبونها وكانوا يرريدون ان يطردوها من المنزل ولكن خالها اسكنها بشقة بعد ذلك وبالحلقة الاْخيرة تزوجت ابن خالها ولكن كان يحب أمرأه أخرى وتكتشف خيانته وتحزن وتنتهي القصة

## الفنانين المشاركين بالعمل
- شيلاء سبت.
- عبد المحسن النمر.
- زهرة الخرجي.
- ليلى السلمان.
- سعيد قريش.
- شيماء سبت.
- شذى سبت.
- دانة آل سالم.
- غادة الزدجالي.
- وفاء البلوشي.
- زارا البلوشي.
- نرمين محسن.
- بدر اللحيد.
- علي السعد.
- وليد الجديعي.
- عبدالرحيم الشربجي.
- محمد الهاشم.
- إيمان البلوشي.
- شيهانة.
- راكان الطويان.
- عهد.
- سعد سلطان.
- خالد العبودي.
- جبران الجبران.
- نورة البادي.
- سميرة الوهيبي.
- فراس حسن.
- سمير عارف.
- هبة حلواني.
- مشاري الضيف.